# Onthophagus pallidus
Onthophagus pallidus là một loài bọ cánh cứng trong họ Bọ hung (Scarabaeidae).